# Авача (річка)
Ава́ча (у верхів'ях Середня Авача) — річка в Росії, у південно-східній частині півострова Камчатка. Протяжність 122 км, площа басейну 5 090 км². 
Витікає з Авачинського озера, тече вузькою гірською долиною, в нижній течії по низовині;  впадає в Авачинську губу — бухту Тихого океану, на березі якої розташовано місто Петропавловськ-Камчатський, утворюючи дельту. Середні витрати води 136 м³/с. В басейні 194 озера загальною площею 6,18 км².
Живлення снігове, дощове, ґрунтове і льодовикове. Замерзає в кінці грудня (у гирлі — в листопаді), розкривається в березні. Взимку характерні затори. У басейні річки знаходяться численні гарячі і холодні мінеральні джерела. У річці нерестяться лососі. 
На річці  знаходиться місто Єлізово — адміністративний центр Єлізовського району Камчатського краю. 